# Amarodytes testaceopictus
Amarodytes testaceopictus is een keversoort uit de familie waterroofkevers (Dytiscidae). De wetenschappelijke naam van de soort is voor het eerst geldig gepubliceerd in 1900 door Régimbart.